# Calico M960
Calico M960 là loại súng tiểu liên tự động hoặc bán tự động sử dụng loại đạn 9x19mm Luger (mẫu tự động hoàn toàn chỉ được sử dụng bởi các nhân viên thực thi pháp luật, quân đội, hay những người có giấy phép sử dụng vũ khí ở mức đáng tin cậy), được sản xuất bởi Calico Light Weapons Systems. Nó có các tính năng hết sức độc đáo làm tăng độ cơ động lên rất cao như hộp đạn của nó có hình trụ, các viên đạn được xếp vào bên trong theo hình xoắn ốc điều này khiến hộp hạn có thể chứa từ 50 -100 viên đạn trong một không gian rất nhỏ cùng báng súng có thể kéo ra và đẩy vào. Chính vì đều này loại súng này trở nên rất lý tưởng cho các nhân viên thực thi công quyền và các đơn vị đặc nhiệm.
Dù vậy doanh số của loại súng này không được khả quan lắm cũng như khi luật về vũ khí của Hoa Kỳ đặt loại súng này ra khỏi danh sách có thể bán cho dân chúng năm 1994 thì tương lai của loại súng này càng bị đe dọa và khi các đơn đặt hàng của quân đội và cảnh sát giảm xuống vào cuối những năm 1990 khiến công ty sản xuất loại súng này gần như bị phá sản và ngừng sản xuất loại súng này vào năm 2001. Hiện loại súng này chỉ sẽ được sản xuất khi có đơn đặt hàng từ quân đội hay các lực lượng thực thi pháp luật nếu có số lượng chấp nhận được.

## Thiết kế
M960 sử dụng cơ chế nạp đạn blowback có con quay hãm, khi bắn vỏ đạn sẽ được nhả ra ở khe phía dưới súng phía trước vòng bảo vệ cò súng để xạ thủ có thể sử dụng thuận cả hai tay. Nút kéo lên đạn nằm ở bên trái súng và sẽ không di chuyển khi bắn.
Điểm thú vị nhất của loại súng này là ống đạn hình trụ có thể chứa được nhiều đạn từ 50 đến 100 viên cũng như băng đạn bằng nhựa chắc. Khi bắn bộ phận đẩy trong hộp đạn sẽ xoay theo chiều xoắn ốc đẩy các viên đạn lên bằng một dây cót, các viên đạn sẽ không đi theo hướng ngược lại khi đi xoắn lên trên do bộ phận đẩy sẽ ép viên đạn vào gờ xoắn ốc nhô ra từ thành hộp đạn giữ viên đạn không rơi xuống cũng như bộ phận đẩy sẽ được giữ bởi lực ấn này không bị xoay khi viên đạn trước chưa ra khỏi hộp đạn. Vì cách hoạt động này nên hộp đạn cần phải được lên dây cót sau mỗi lần bắn để tránh việc dây cót xả hết và hộp đạn không hoạt động.
Hệ thống nhắm cơ bản của súng là điểm ruồi, điều thú vị là do hộp đạn nằm phía trên thân súng nên hộp đạn có một lỗ có thể ngắm xuyên qua như một ống ngắm.